# Полторы комнаты
«Полторы́ ко́мнаты» (англ. In a Room and a Half) — автобиографическое эссе Иосифа Бродского, написанное на английском языке в Нью-Йорке в 1985 году с посвящением L. K. (Lise Knapp).

### История названия
Иосиф Бродский написал эссе на английском языке и с первых строк уточнял меру пространства, которое для него имело большой смысл. В английском языке нет слова «полтора», поэтому эссе «In a Room and a Half» буквально звучит как «В комнате и половине». Позже в одной из частей эссе автор пишет, откуда появилось название: 

В СССР минимальная норма жилой площади 9 м² на человека. Следовало считать, что нам повезло, ибо в силу причудливости нашей части анфилады мы втроем оказались в помещении общей площадью 40 м². Сей излишек связан с тем, что при получении нашего жилища мои родители пожертвовали двумя отдельными комнатами в разных частях города, где они жили до женитьбы. Это понятие о квартирном обмене — или лучше просто обмене (ввиду несомненности предмета) — нет способа передать постороннему, чужестранцу.
 Этот излишек стал впоследствии тем родным и дорогим пространством, внутри которого удалось сохранить все воспоминания поэта о родителях, Родине и времени.

### Издания
Эссе «In a Room and the Half» было опубликовано в журнале «The New York Review of Books» на английском языке 27 февраля 1986 года.
На русский язык эссе впервые было переведено Александром Колотовым под названием «В полутора комнатах» и опубликовано в газете «Смена» в 1991 году. Позднее в 1995 году эссе перевел Дмитрий Чекалов и опубликовал в журнале «Новый мир» под названием «Полторы комнаты». Данный перевод вошел в состав полного собрания сочинений Иосифа Бродского в семи томах, изданного Пушкинским фондом в Санкт-Петербурге.
В 2015 году к юбилею поэта «75 лет со дня рождения Иосифа Бродского» вышел новый перевод эссе «Полторы комнаты» Максима Немцова отдельным изданием под руководством издательской группы «Лениздат» в Санкт-Петербурге с фотографиями Бориса Смелова. В этом же году в Петербурге был открыт музей Иосифа Бродского «Полторы комнаты», на экспозицию которого ушло более десяти лет, в той самой коммунальной квартире в «Доме Мурузи» по адресу: улица Пестеля, дом 24/27, кв. 28, где поэт прожил почти двадцать лет до эмиграции 1972 года.

### Язык

1972

Чужой язык становится для Иосифа Бродского не просто лишним поводом для описания особенностей русского менталитета, системы мировосприятия, национального самосознания, особенностей советского времени, самым главным для него будет: 

Это единственная возможность для них (родителей) повидать меня и Америку. Это единственный способ для меня увидеть их и нашу комнату.
 Автор отчетливо чувствует языковой барьер, который не только не позволяет ему писать эссе по-русски, потому что оно никогда не сможет увидеть русского неба, не будет опубликовано, ведь это так называемая запрещенная, эмигрантская литература, но и не позволяет поэту встретиться с родителями. Русский язык становится в сознании автора тюрьмой: 

Писать о них по-русски значило бы только содействовать их неволе, их уничижению <…> Понимаю, что не следует отождествлять государство с языком, но двое стариков, скитаясь по многочисленным государственным канцеляриям и министерствам в надежде добиться разрешения выбраться за границу, чтобы перед смертью повидать своего единственного сына, неизменно именно по-русски слышали в ответ двенадцать лет кряду, что государство считает такую поездку «нецелесообразной».
 Этому посвящена X часть эссе, в которой поэт признается, что никто так не калечит человеческие судьбы своих подданных как Россия, разлука с родителями станет для поэта самым большим ударом.

### Предпосылки возникновения
В 1972 году Иосиф Бродский напишет матери первое письмо с приглашением приехать: 

Дорогая мама
Это письмо официально подтверждает, что я приглашаю тебя приехать ко мне сюда в США следующей весной. Я хотел бы, чтобы ты приехала на месяц, то есть на четыре недели где-нибудь в марте. Я оплачу твои дорожные расходы, а также твои расходы во время твоего пребывания здесь в США. Разумеется, ты будешь жить со мной в Анн-Арборе Мичиган, в месте моего пребывания.
Это письмо является частью официального приглашения или вызовом, требуемого ОВИРом.
 Сейчас очень трудно поверить, что людей могут просто не выпустить из страны, а тогда история разворачивалась именно таким образом. В 1974 году Бродский будет писать сенатору Эдварда Кеннеди: 

Семь раз пытался пригласить родителей. Безуспешно!
 Позже ему попытается помочь государственный секретарь США Генри Киссинджер. В 1979 году конгресс США отправит Леониду Брежневу коллективное письмо: 

Надеемся на Ваше понимание!
 Безуспешные попытки родителей увидеть наконец сына будут продолжаться одиннадцать лет, в марте 1983 года Бродский получит письмо от американского консула в Ленинграде: 

Дорогой Джозеф, потрясение и грусть — всё, что я чувствую, узнав вчера о смерти Вашей мамы. Она была доброй, мужественной женщиной и всегда старалась делать в сложной ситуации всё, что возможно, хотя мы по большому счету мало что смогли сделать для неё…
 Но борьба продолжается, ведь в Ленинграде остался отец поэта, в апреле 1984 года ему снова отказывают в выездной визе, через несколько недель в воскресенье после Пасхальной недели Александр Иванович Бродский умирает: 

Вот так год назад сосед нашел сидящего на стуле в полутора комнатах моего отца мертвым.
 Советские власти не разрешили сыну приехать в СССР на похороны отца… В 1985 году Иосиф Бродский находит способ преодолеть эту тяжелую утрату, преодолеть саму смерть: 

Я пишу о них по-английски, ибо хочу даровать им резерв свободы; резерв, растущий вместе с числом тех, кто пожелает прочесть это. Я хочу, чтобы Мария Вольперт и Александр Бродский обрели реальность в «иноземном кодексе совести» <…> Это не воскресит их, но по крайней мере английская грамматика <…> послужит лучшим запасным выходом из печных труб государственного крематория, нежели русская.

### Содержание
В эссе посредством памяти автор переносит читателя с побережья Атлантики в советский Ленинград, в годы своего детства и юности с особенностями культуры, мышления и образа жизни того времени. Через ограниченное кирпичом и штукатуркой пространство, в котором взрослеет молодой поэт, мы не только узнаём о его собственной судьбе, судьбе нации и судьбе его родителей, но и о нелегком времени в годы Великой Отечественной войны. Комната, которая досталась его родителям по обмену, представляет собой, с одной стороны — призму, через которую читателю открывается мир, не уступающий по величине целой исторической эпохе, с другой стороны, — совсем непримечательное помещение в сорок квадратных метров, где живёт обычная семья евреев.

### Персонажи
Мать — Мария Моисеевна Вольперт (1905—1983)
Отец — Александр Иванович Бродский (1903—1984)
Ося — Иосиф Бродский (1940—1996)

### Объекты в книге
В сентябре 1955 года семья Бродских переехала в знаменитый в Петербурге «Дом Мурузи», названный в честь его домовладельца князя Александра Дмитриевича Мурузи. В 1874—1876 гг. архитектором А. К. Серебряковым при участии П. И. Шестова и Н. В. Султанова на его месте строится новый многоэтажный доходный дом в необычной для того времени восточной манере. Как пишет Наум Синдаловский, в этом доме в разное время жили известные поэты и писатели: Николай Лесков, Дмитрий Мережковский, Зинаида Гиппиус, Владимир Пяст, Даниил Гранин.
Иосиф Бродский в эссе «Полторы комнаты» упоминает о литературном наследии «Дома Мурузи»: 

В западном его крыле <…> некогда снимал квартиру Александр Блок. Что до нашей анфилады, то её занимала чета <…> Дмитрий Мережковский и Зинаида Гиппиус
 После революции анфилады этого огромного здания были поделены на коммунальные квартиры, в одной из которых на 2 этаже по адресу ул. Пестеля (бывшая Пантелеймоновская, названная в честь церкви Святого великомученика и целителя Пантелеимона), д. 24/27, кв. 28 поселилась семья Бродских: 

Здание было громадным тортом в так называемом мавританском стиле, столь характерном для северной Европы начала века. Законченное в 1903 году, в год рождение моего отца, оно стало архитектурной сенсацией Санкт-Петербурга того времени, и Ахматова однажды рассказала мне, как она с родителями ездила в пролетке смотреть на это чудо.

### Экранизации
- 2002 — Полтора кота (реж. Андрей Хржановский)
- 2009 — Полторы комнаты, или Сентиментальное путешествие на родину (реж. Андрей Хржановский)